# تسنين

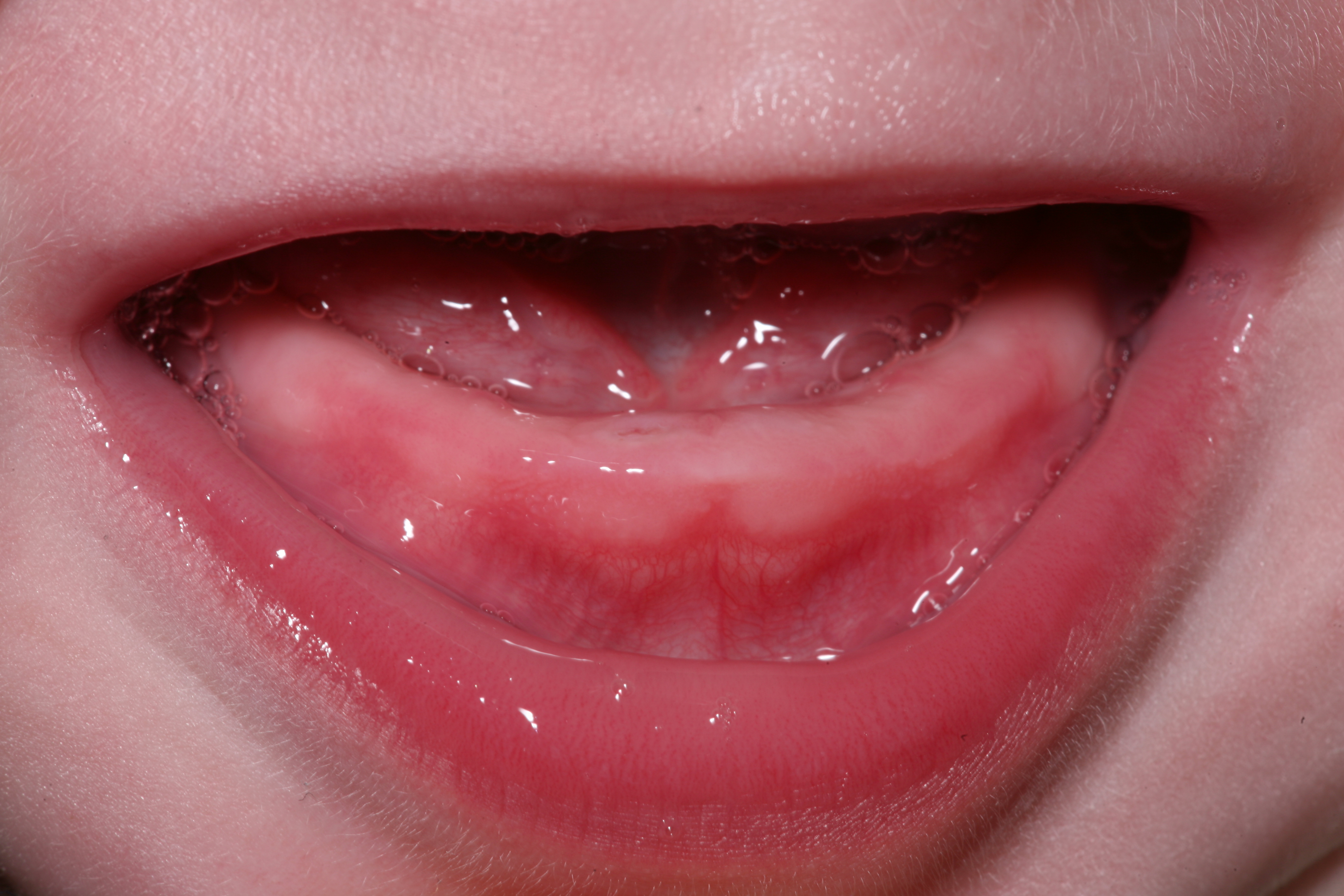
رضيع بعمر ال9 أشهر وقد شارفت ثنيته السفلية اليمنى على الظهور.

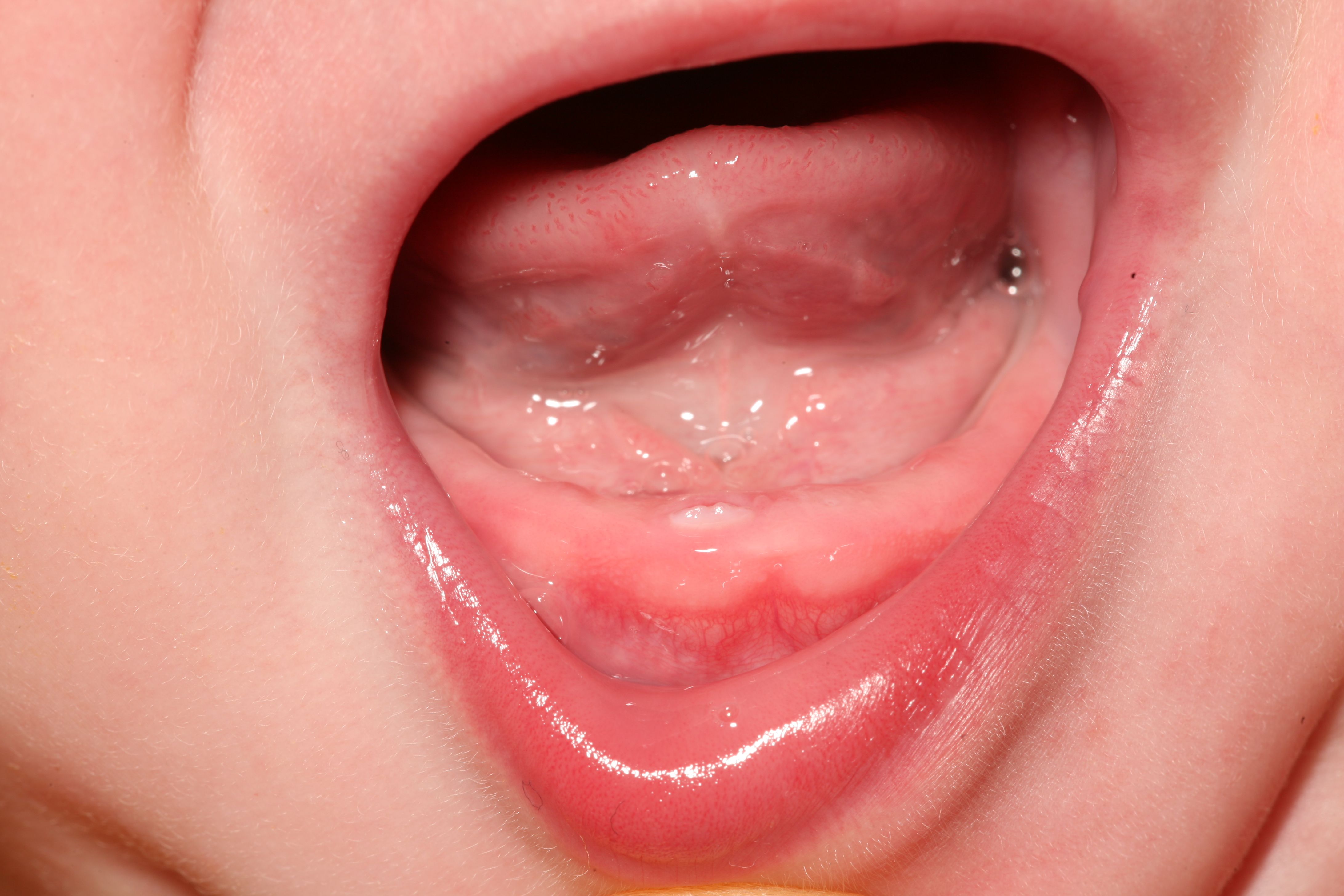
رضيع بعمر 9 أشهر قد ظهرت ثنيته السنية السفلى من الجهة اليمنى.

التسنين أو الإسنان أو الإثغار أو بزوغ الأسنان أو ظهور الأسنان (بالإنجليزية: Teething)‏ وهي العملية التي تظهر فيها الأسنان اللبنية للطفل الرضيع متسلسلة وعادة ما تظهر بشكل زوجي، تبدأ هذه العملية بحد أدنى بعمر ثلاثة أشهر وبحد أقصى بعمر 12 شهرا. غالبا ما تظهر الأسنان العشر الأولى بين ال6-9 شهور الأولى من عمر الطفل بينما يحتاج اكتمال نمو العشرين سنا بشكل كامل إلى عدة سنوات.
قد تسمى عملية التسنين قطع الأسنان، الا أن بزوغ السن من اللثة لا يقطعها قطعا وإنما يتم إفراز هرمونات من الجسم تحفز بعض خلايا اللثة للموت والانفصال لإتاحة المجال للسن للخروج.
قد يتسبب التسنين في رفع درجة حرارة الطفل قليلا بقدر لا يتجاوز نطاق ال (37.8 -38.3) درجة مئوية، أما إذا ارتفعت درجات الحرارة أكثر فإن ذلك يكون نتيجة لبعض أنواع الالتهاب مثل الإصابة بفيروس الهربس، وهو التهاب بدائي شائع جدا بإصابته الأطفال في عمر التسنين.

## تاريخيا

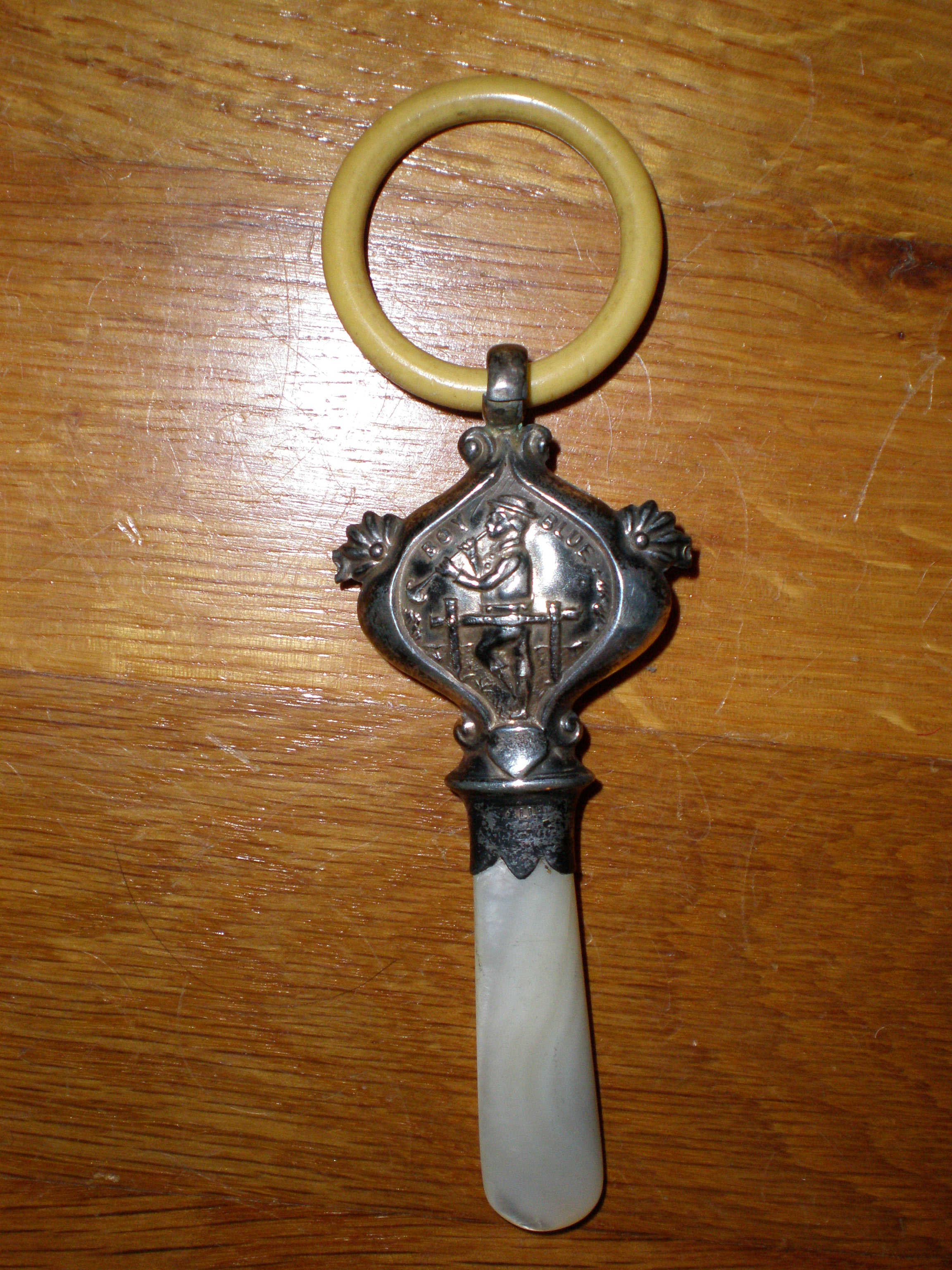
الحلقة واللهاية "المصاصة" المستخدمة في بداية القرن العشرين.

ساد قديما الاعتقاد الخاطئ أن التسنين يسبب الوفاة؛ وذلك بسبب وفاة العديد من الأطفال في السنوات الأولى من حياتهم في الوقت نفسه من عمر التسنين، كذلك ساد نسب الأمراض لعملية التسنين حتى أنه في عام 1842 تم تسجيل تسبب التسنين في وفاة 4.8 % من وفيات الأطفال تحت سن الواحدة في لندن و7.3% من هؤلاء بين سن 1-3 سنوات حسب تقرير المسجل العام.
ومن المفارقات: أن عملية التسنين عملية طبيعية وتحدث شيء من عدم الارتياح للطفل إلا أن بعض الطرق المستخدمة لإزالة ألم بزوغ الأسنان قد تسبب أضرارا جسيمة تصل أحيانا إلى الوفاة، وكانت العلاجات القديمة لألم التسنين تتسبب في ظهور التقرحات والنزف نتيجة لوضع دودة العلقة على اللثة أو استخدام الإبر وتسخينها لكي اللثة حول السن.
قام الجراح "Amproise Pare"في القرن السادس عشر باستخدام عملية وخز اللثة باستخدام المشرط؛ اعتقادا منه أن الأسنان تفشل بالبزوغ من اللثة لأنها لا تجد طريق وأن هذا الفشل هو السبب في الوفاة. استمر هذا الاعتقاد حتى نهاية القرن التاسع عشر حيث أصبح وخز اللثة بالمشرط أمرا مثيرا للجدل ثم هجر هذا التصرف؛ الا انه في عام 1938 تقدم كتاب "Anglo-American" في طب الأسنان بتأييد عملية وخز اللثة مرة أخرى ووصف الالية لذلك.
وفي النصف الأول من القرن العشرين كانت المساحيق المستخدمة في علاج ألم التسنين في العالم الغربي تحتوي على مادة الكالوميل وهي عبارة عن صنف من أصناف الزئبق؛ وقد تم التخلص منها في العديد من المساحيق عام 1954 عندما ثبت أنها تسبب (acrodynia) وهو تحول لون الأطراف للون الزهري نتيجة لأخذ جرعة عالية من الرصاص (تسمم الرصاص).
وفي إنجلترا بين القرون 17-19الميلادية كان يتم إنتاج ألعاب الأطفال المصنوعة من المرجان والعاج وعظام الحيوانات والفضة مثل خرخيشة الأطفال؛  وقد اقترح أمين المتحف أن هذه المواد كانت تستخدم كخدعة سمبتاوية  "sympathetic magic" وأن عظام الحيوانات ترمز للطفل قوة الحيوان مما يساعده على التغلب على الألم والتعايش معه.

## تسلسل ظهور الأسنان

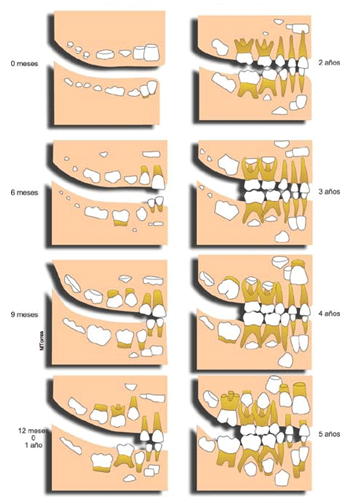
مراحل بزوغ الأسنان للأعمار: صفر شهر – 6 أشهر -9 أشهر- 12 شهرا – سنتين - 3سنوات - 4 سنوات – 5 سنوات.

عادةً تظهر الأسنان أزواجا بالترتيب التالي:
1. القواطع السفلية المتوسطة (المركزية) ---عند عمر 6 أشهر تقريبا.
2. القواطع العلوية المتوسطة --- عند عمر 8 أشهر.
3. القواطع العلوية الجانبية ---عند عمر 10 أشهر.
4. القواطع السفلية الجانبية --- عند عمر 12 شهرا.
5. الضرس (الطاحونة) الأول --- عند عمر 14 شهرا.
6. الأنياب --- عند عمر 18 شهرا.
7. الضرس الثاني --- عند عمر 2-3 سنوات.

عادة ما تظهر الأسنان اللبنية عند الإناث قبل الذكور ولكن يبقى الوقت الفعلي وترتيب ظهور الأسنان متعلق بعض الشيء بالوراثة لكن ليس له علاقة بصحة الطفل.

## الأعراض
تختلف درجة الألم عند كل طفل، بعضهم قد يكون أكثر تألما من غيره خلال التسنين وبعضهم قد لا يواجه صعوبة في التسنين. يعتبر التقرح والانتفاخ للثة قبل بزوغ السن منها هو السبب في الألم والصعوبة التي يواجهها الطفل خلال هذه الفترة.
تبدأ الأعراض عادة 3-5 أيام قبل ظهور السن، وتختفي مباشرة بمجرد مرور السن من اللثة. ويعتبر سيلان اللعاب وتعكر مزاج الطفل وعصبيته وانتفاخ اللثة من الأعراض الشائعة للتسنين، كذلك ان كثرة البكاء وقلة النوم وعدم ارتياحه بالنوم ليلا وارتفاع درجة حرارته قليلا تعتبرأعراض مرتبطة بالتسنين.
غالبا ما تبدأ عملية التسنين بعمر 3 شهور وتنتهي بعمر 3 سنوات. وفي حالات نادرة تكون المنطقة التي يخرج منها السن منتفخة ملأى بالسوائل مما يجعل اللثة أكثر حساسية، ويرتبط الألم أكثر ببزوغ الأضراس كونها تخترق اللثة بصعوبة أكبر من الأسنان الأخرى.
من الأعراض الملحوظة لدخول الطفل مرحلة التسنين أنه يبدأ بالعض على أصابعه أو ألعابه لازالة الضغط الواقع على اللثة، كما أنه قد يرفض الأكل أو الشرب بسبب الألم وهذا قد يجعله يبدو باهتا أو شاحبا قليلا، ويتحتم على الطبيب متابعة الطفل إذا استمر كذلك.
التسنين قد يظهر أعراضا وعلامات في الفم واللثة وليس في مكان اخر في الجسم،  أيضا من علامات الألم أن يبدأ الطفل بشد أذنيه لأن الألم في الفم يبدأ بالانتقال إلى الرأس مثل النبض؛ فيبدأ الطفل بشد أذنيه اعتقادا منه أن ذلك يفرج عنه الألم. قد يظهر شيء من الطفح الجلدي حول الفم وذلك بسبب تهيج الجلد لكثرة سيلان اللعاب.

## إساءة تشخيص حالة الطفل على أنه يسنن
لا تعتبر عملية التسنين سببا لحصول الحمى أو الاسهال؛  على الرغم من أنه اعتقاد شائع بين الاباء الا انه خاطئ،  والصحيح أنها أنها تسبب ارتفاعا في درجة الحرارة ولا تصل إلى حد الحمى؛ أي أنها لا تتجاوز نطاق (37.8-38.3) ولا تصل لأعلى من درجة 39 والتي تعتبر حمى.
هناك دراسة صغيرة أجريت عام 1992 وجدت أن هناك ارتفاع كبير وملحوظ في درجة الحرارة في اليوم الذي حصل فيه بزوغ أول سن،  في حين أجريت دراسة أخرى عام 2000 وجدت ارتفاعا بسيطا في درجة الحرارة ولا تصل لدرجة الحمى.
هناك خطر من اساءة فهم سبب الحمى للطفل في عمر التسنين واعتباره بسبب التسنين في حين أن يكون سببه المرض أو الإصابة بفيروس الهربس.
من المصادفة أن العمر الذي يبدأ فيه بزوغ أول سن هو العمر الذي يفقد فيه الطفل الوقاية بالمضادات الحيوية المكتسبة من الأم ضد فيروس الهربس.
أوضحت التقارير التي أجريت على الصعوبات المواجهة للتسنين أن أعراض التسنين تتوافق بشكل ملحوظ مع أعراض بدء الإصابة بالفيروس الهربسي الفموي "oral herpetic infection" مثل الحمى، الاضطراب، قلة النوم وصعوبة الأكل. الأطفال الرضع الأصغر عمرا يكون لديهم مستوى أعلى من المضادات الحيوية بالتالي تكون الإصابة بالفيروس اقل مما يجعلهم أكثر عرضة لاساءة تشخيص حالتهم على أن سببها التسنين.
قد تكون الإصابة بفيروس الهربس على شكل التهاب اللثة والفم بفيروس الهربس"(primary herpetic gingivostomatitis HVS-1)" أو "Human herpes virus (HHV-6)" الذي يصيب 90%من الأطفال ما دون سن الثانية.
ان ارتفاع درجة الحرارة وظهور الطفح الجلدي على الوجه من الأعراض المبررة للإصابة ب HHV-6 التي تعتبر كلية الوجود عند الأطفال في عمر التسنين. هناك عدد من الفيروسات الأخرى التي قد يساء فهمها وتشخيصها كتسنين الا أن امكانية وصول فيروس الهربس لداخل الفم هو ما يجعل من الصعوبة تمييزه، ما يجعل من هذا الفيروس خطرا.

## العلاج

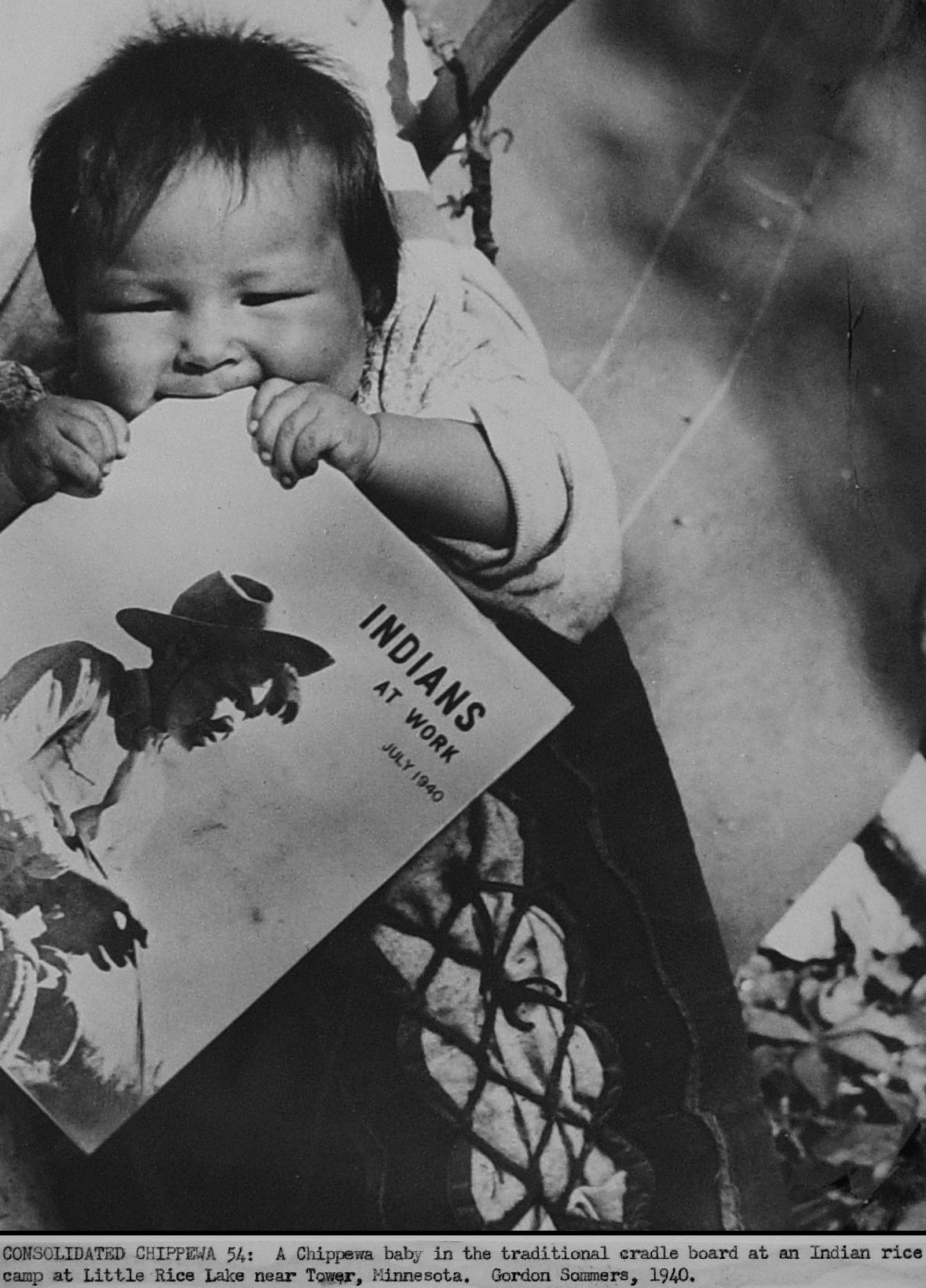
طفل يسنن، صورة من مجلة عام 1940.

من الضرورة معرفة سبب اضطراب الطفل قبل البدء في علاجه؛ فمثلا نتأكد بتدليك اللثة بواسطة الاصبع بلطف بحثا عن حفف منتفخة أو استشعار وجود سن تحت اللثة، اما في حالة الشك فيجب الذهاب إلى طبيب الأطفال قبل اتخاذ القرار بالعلاج.
حلقة التسنين هي أداة بلاستيكية طرية يقوم الطفل بالعض عليها وتساعده في ازالة اطراف اللثة متيحة المجال للسن بالبزوغ، بعض هذه الحلقات يسهل كسرها ومن الممكن صنعها من أدوات في المنزل.
ان وضع منشفة مبللة في البراد «الفريزر» لبضع دقائق ثم وضعها على لثة الطفل له فعالية في تخفيف الألم مع توخي الحذر بعدم تعريض لثة الطفل للبرودة فترة طويلة. يحاول الطفل العض على الكثير من الأشياء في مرحلة التسنين وهذا قد يشكل خطرا إذا ترك لهم المجال بالعض مثلا على أشياء صغيرة لدرجة امكانية بلعها أو أشياء قابلة للكسر فمن الممكن ان تتسبب بالاختناق.
تصمم حلقات التسنين وبعض الألعاب المسماة «عضاضات» من نسيج يجذب الطفل الذي يسنن، وهناك طريقة أخرى لاراحة الطفل وذلك بصب الماء في العضاضة وتجميده؛ فالضغط على اللثة بشيء بارد يريحه دون الحاجة إلى جعل أصابعه باردة، وبعض الأطفال يرتاحون عند تناولهم الأكل المبرد وهناك توصيات باطعامهم الأكل المبرد الذي يجذب الأطفال مثل عصير التفاح، اللبن، والفواكه المهروسة.
ينصح أطباء الأسنان بتنظيف أسنان الأطفال منذ بدء ظهورها وعدم انتظار اكتمال عملية التسنين لتنظيفها، كذلك ينصح الأطباء بعدم استخدام معجون أسنان يحتوي على الفلورايد خلال مرحلة التسنين.

## المداواة
يكون العلاج بالدواء في حال كان الألم ملحوظا وذلك باستخدام الأدوية المضادة للالتهاب غير الستيرويدية "NSAIDS"، أو الأدوية المخففة للألم الآمنة للأطفال التي تحتوي على بينزوكاين benzocaine" "، ليدوكاين "lidocaine." أو كولين ساليكيليت." choline salicylate"
يجب الحذر في استخدام البينزوكاين لأنه قد يسبب ميثيموغلوبينيميا الدم،  ويرتبط الكولين ساليكيت بالأسبرين ومن الممكن أن يسبب متلازمة "Reye's syndrome " للأطفال القابلين للإصابة به خصوصا هؤلاء المصابون أو المتعافون مجددا من التهاب فيروسي، أو عند استخدامه بمجمع مع الأدوية المضادة للالتهاب غير الستيرويدية "NSAIDS".
5% من جل الليدوكاين يؤدي إلى حصول خدران خلال 2-5 دقائق يستمر لمدة 10-20 دقيقة. في المقابل بينت كاتبة أن الأخطار والتأثيرات الجانبية للاستخدام المطول أو غير المناسب للمواد الدوائية توازن الفوائد المرتقبة من هذه الأدوية،  وأشارت إلى ضرورة أخذ العامل النفسي بعين الاعتبار عند اعطاء الدواء أو استخدام مستحضرات التخدير الموضعي للطفل،  وناقشت ضرورة عدم التغاضي عن تأثير الدواء الوهمي؛ فمثلا استخدام 20% بينوكاين جل في بولي ايثيلين جلايكو من الممكن أن يعطي فائدة بسيطة تفوق الدواء الوهمي والذي يعطي فعالية 60% بالمقارنة مع90% للدواء الفعلي.
بعض الأدوية الهلامية التي توضع على لثة الطفل لازالة الألم والانتفاخ تكون مشابهة للجل المستخدم لألم الأسنان أو تقرحات اللثة عند كبار السن لكنها مصممة بجرعات أقل بكثير. تعمل هذه المواد كمخدر للثة مما يجعل ألم التسنين غير محسوس.
ان تتبع التعليمات المعطاة مع هذه الأدوية أمر ضروري للتأكد من اعطاء الجرعة المناسبة وبالطريقة الصحيحة لتقليل الأخطار، كذلك يجب عدم اتاحة المجال للدواء للوصول إلى الحنجرة حتى لا يسبب لها الخدران ويسبب التقيء وعندها قد يدخل الطعام إلى الرئتين ويسبب الاختناق. هناك أدوية مماثله لهذه لكنها على شكل مساحيق «مساحيق التسنين».
ومن الأدوية المستخدمة كذلك لعلاج الألم وانتفاخ اللثة؛ اسيتامينوفين "Acetaminophen"و ابيوبروفين " ibuprofen"، ويكون استخدامها للأطفال فقط مرات قليلة في اليوم حتى لا تخفي أعراض حالات طبية أخرى غير التسنين.
المنتجات التي تحتوي على مادة الأسبرين لا تعطى للأطفال مطلقا الا بتوجيه طبيب الأطفال تجنبا لمتلازمة Reye' وقد تم اكتشاف خطورة بعض الأدوية التقليدية المستخدمة في علاج التسنين وذلك لاحتوائها على كمية عالية من الرصاص مسببة اعتلال دماغي سمي مثل سورما (سلفيد الرصاص) الذي أصبح يستخدم تقليديا في الشرق الأوشط وشبه القارة الهندية كمسحوق للتسنين، وسانترنج وهو عبارة عن 98%اكسيد الرصاص وهو منتج مستخدم كعلاج بيتي للتسنين في الشرق الأوسط.